# Манько, Валентин Николаевич
Валенти́н Никола́евич Манько́ (укр. Валентин Миколайович Манько; 29 января 1981, Григоровка) — украинский военнослужащий, подполковник, участник российско-украинской войны. Герой Украины (2024).

## Биография
Манько получил три высших образования в области налогового права, страхового дела и государственного управления, обучаясь в Днепропетровском региональном институте государственного управления и Днепропетровской государственной финансовой академии. 
С 2002 по 2005 год работал в налоговой инспекции, затем до 2007 года — в комиссии по регулированию финансовых услуг. С 2007 года занимался аграрным бизнесом, основав и возглавив собственное фермерское хозяйство. С начала войны в 2014 году его семья активно занимается волонтёрской деятельностью, предоставляя помощь на сотни миллионов гривен для Вооружённых сил Украины, добровольческих формирований, детских домов и приютов для животных.
С началом российской агрессии в 2014 году Манько продал свою сельскохозяйственную технику для закупки военного снаряжения и создал добровольческий отряд численностью 1400 человек. Служил заместителем командира в Добровольческом украинском корпусе «Правый сектор». Участвовал в боях за Новогродовку, Пески, Первомайское, Карловку, Иловайск, Донецкий аэропорт, Дебальцево, Красногоровку и Марьинку.
С началом полномасштабного вторжения России в 2022 году сформировал добровольческий отряд, который за полгода вырос до 3000 человек. Участвовал в боях за Ирпень, Макаров, Мотыжин, Гуляйполе, Мариуполь, Орехов, Энергодар, Лисичанск, Купянское направление, Бахмут, Новоселовское и Кураховское направления. Был командиром одного из подразделений Главного управления разведки. Несмотря на многочисленные ранения и контузии, каждый раз возвращался в строй. В настоящее время служит в сухопутных войсках.

## Награды
- Звание «Герой Украины» с удостоением ордена «Золотая Звезда» (30 сентября 2024) — за личное мужество и героизм, проявленные в защите государственного суверенитета и территориальной целостности Украины, верность военной присяге[1].